# Le mot d'esprit et sa relation à l'inconscient
Le Mot d'esprit et sa relation à l'inconscient (Der Witz und seine Beziehung zum Unbewussten) est un ouvrage de Sigmund Freud publié en 1905.
Contemporain des Trois essais sur la théorie sexuelle, le livre de Freud sur le Witz vient après Psychopathologie de la vie quotidienne (1901) et L'Interprétation du rêve (1900), textes avec lesquels il est en étroite relation par rapport au fonctionnement de l'esprit humain dans ses rapports à l'inconscient.

## Présentation

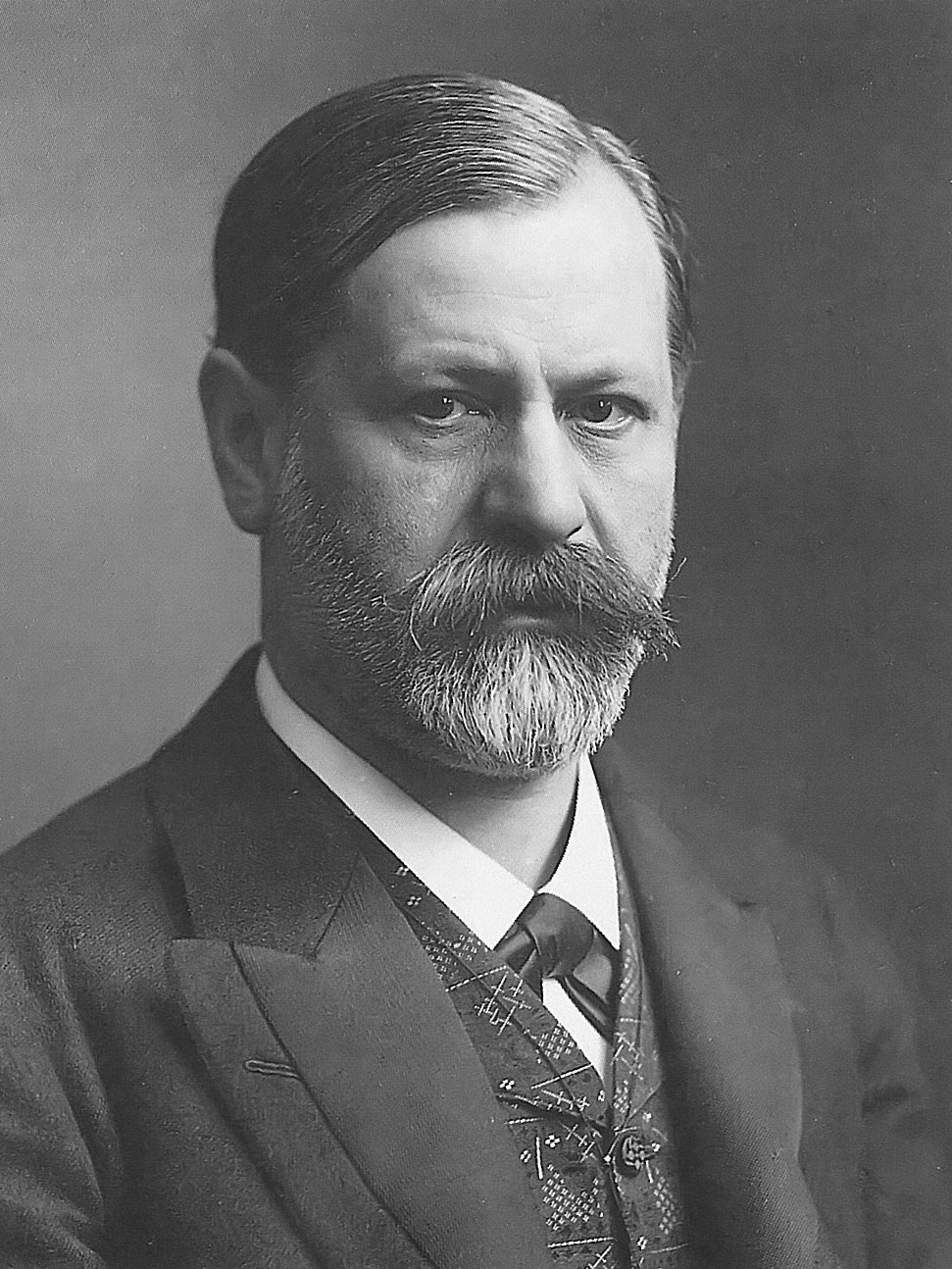
Sigmund Freud vers 1905

Dans l'ouvrage de Freud sur Le mot d'esprit, « la question de la production de plaisir est abordée du point de vue de l'esprit dans ses mécanismes et ses mobiles »: selon Sophie de Mijolla-Mellor, « on y trouve un développement des principales découvertes sur le travail psychique présentées dans L'Interprétation des rêves […], texte qui comportait déjà une référence à l'esprit dans la structure du rêve lui-même » .
Publié donc à la suite de L'interprétation du rêve en 1900, de Psychopathologie de la vie quotidienne en 1901, et la même année que  la première édition des Trois essais sur la théorie sexuelle, le livre de Freud sur le Witz, mot qu'il est possible de traduire en français par le « trait d'esprit », est élaboré dans le cadre théorique de la première topique (conscient, préconscient, inconscient). Freud y analyse, sur le plan technique et du « point de vue topique », le processus psychique observable dans les jeux de mots, le « trait d'esprit » en général, l'humour pour lequel sont notamment cités des exemples d'humour juif.
Jacques Lacan qualifie ce texte de « canonique » en 1958 dans sa conférence « L’instance de la lettre dans l'inconscient » et fait du Witz un concept à part entière qui illustre les rapports entre l'inconscient et le langage. La philosophe Sarah Kofman en propose également une analyse détaillée en 1986 dans Pourquoi rit-on? Freud et le mot d'esprit.

## Traductions françaises
Marie Bonaparte a pris l'initiative de la première traduction en français du livre de Freud, parue en 1930 sous le titre Le Mot d'esprit et ses rapports avec l'inconscient.
Dans les Œuvres complètes de Freud / Psychanalyse, la nouvelle traduction du livre de Freud a été éditée seulement en 2014 parmi les derniers volumes parus de cette collection, sous le titre Le trait d'esprit et sa relation à l'inconscient.

#### Texte de référence
- Sigmund Freud:
  - Le mot d'esprit et ses rapports avec l'inconscient. trad. Marie Bonaparte et M. Nathan. Gallimard. 1930
  - Le mot d'esprit et sa relation à l'inconscient (1905), Gallimard, Folio, 1992  (ISBN 978-2070327218)
  - Le trait d’esprit et sa relation à l’inconscient (1905), dans OCF.P, VII, (traducteurs: J. Altounian, P. Haller, C. Jouanlanne, F. Kahn, R. Lainé, A. Rauzy, F. Robert), Paris, PUF, 1re éd. 2014,  (ISBN 9782130574675)

#### Études
- Sarah Kofman, Pourquoi rit-on ? Freud et le mot d'esprit, Galilée, Paris, 1986 ,  (ISBN 9782718602974)
- Jacques Lacan, Écrits, Seuil, Paris, 1966
- Sophie de Mijolla-Mellor, « mot d'esprit » (article), « Mot d'esprit dans ses rapports avec l'Inconscient (Le-) » (article), dans Dictionnaire international de la psychanalyse (Dir.: A. de Mijolla), tome 2, Paris, Hachette Littératures, 2005.
- Elisabeth Roudinesco et Michel Plon, Dictionnaire de la psychanalyse, Paris, Fayard, coll. « La Pochothèque », 2011 (1re éd. 1997), 1789 p. (ISBN 978-2-253-08854-7)